# Impatiens flaccida
Impatiens flaccida är en balsaminväxtart som beskrevs av George Arnott Walker Arnott. Impatiens flaccida ingår i släktet balsaminer, och familjen balsaminväxter. Inga underarter finns listade i Catalogue of Life.

## Bildgalleri

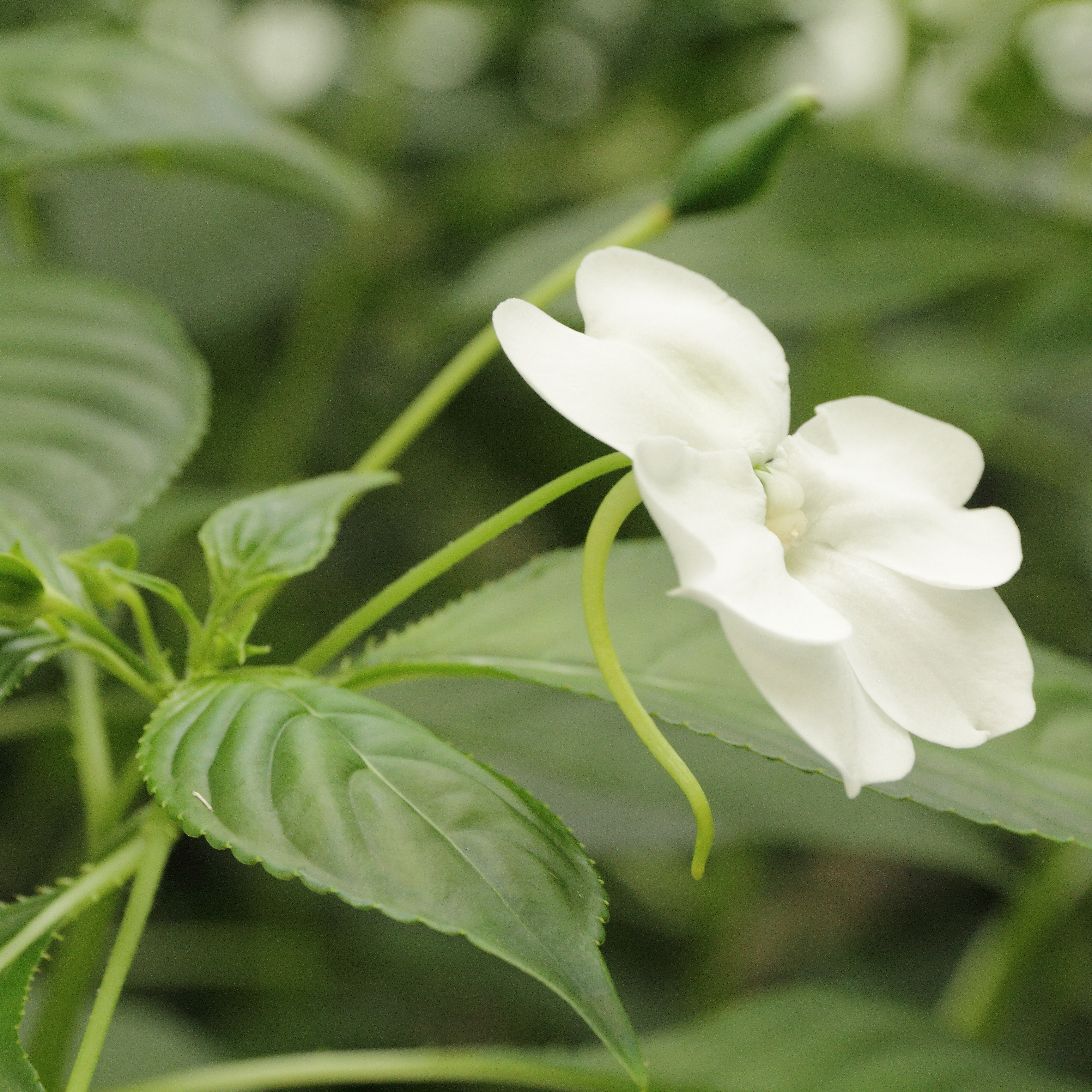
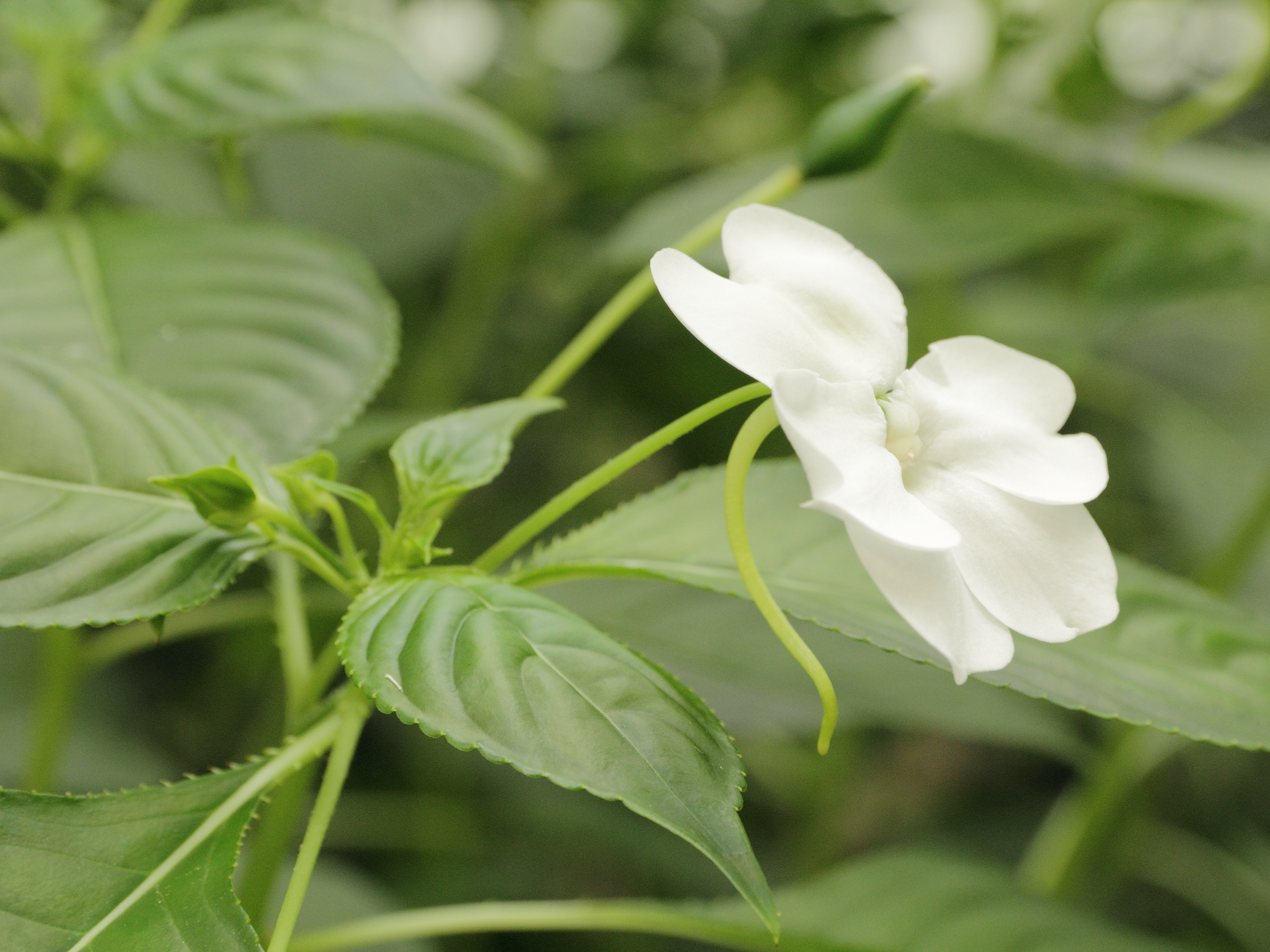